# Dekanat Kraków-Prądnik
Dekanat Kraków – Prądnik – jeden z 45 dekanatów w rzymskokatolickiej archidiecezji krakowskiej.

## Parafie
W skład dekanatu wchodzą parafie:
1. parafia Chrystusa Króla – Kraków Prądnik Biały (os. Gotyk)
2. parafia Dobrego Pasterza – Kraków Prądnik Czerwony (Warszawskie)
3. parafia Matki Bożej Ostrobramskiej – Kraków Prądnik Czerwony (Wieczysta)
4. parafia Najświętszego Imienia Maryi – Kraków-Prądnik Czerwony (Rakowice)
5. parafia św. Jana Chrzciciela – Kraków-Prądnik Czerwony (os. Prądnik Czerwony)
6. parafia Matki Bożej Nieustającej Pomocy – Bibice
7. parafia Najświętszej Maryi Panny Królowej Polski – Michałowice
8. parafia św. Małgorzaty – Raciborowice
9. parafia św. Jakuba Apostoła – Więcławice Stare
10. parafia św. Andrzeja Boboli – Węgrzce

## Sąsiednie dekanaty
Kraków–Bieńczyce, Kraków – Centrum, Kraków – Kazimierz, Kraków – Krowodrza, Kraków – Mogiła, Skała (diec. kielecka), Słomniki (diec. kielecka)